# Formica fuscicauda
Formica fuscicauda é uma espécie de formiga do gênero Formica, pertencente à subfamília Formicinae.